# Улица Александра Корниевского
Улица Александра Корниевского (до 2024 года — улица Цымбалиста) (укр. Вулиця Олександра Корнієвського) — улица в Новозаводском районе города Чернигова, исторически сложившаяся местность (район) Старая Подусовка. Пролегает от улицы Теробороны (Гагарина) до переулка Транзитный.
Примыкают переулки Транспортный, Стародубский (Белорусский).

## История
Транзитный переулок проложен в конце 1950-х годов от улицы Гагарина, было два отрезка, был застроена индивидуальными домами.
В 1986 году часть (один из отрезков) Транзитного переулка была выделена в отдельную улицу под названием улица Цымбалиста — в честь Героя Советского Союза, уроженца Черниговщины Ивана Елисеевича Цымбалиста.
С целью проведения политики очищения городского пространства от топонимов, которые возвеличивают, увековечивают, пропагандируют или символизируют Российскую Федерацию и Республику Беларусь, 10 июля 2024 года улица получила современное название — в честь советского украинского бандуриста Александра Самойловича Корниевского, согласно Решению Черниговского городского совета № 41/VIII-7 «Про переименование улиц в городе Чернигове» («Про перейменування вулиць у місті Чернігові»).

## Застройка
Улица пролегает в северо-западном направлении, после примыкания Транспортного переулка меняет угол в более западном направлении. Парная сторона улицы заняты усадебной застройкой, непарная — не застроена (насаждения деревьев) и территория школы № 21.
Учреждения:
1. дом № 5 — бывшая школа № 21, ныне закрыта